# Dhanamatanahalli, Kolar
Dhanamatanahalli là một làng thuộc tehsil Kolar, huyện Kolar, bang Karnataka, Ấn Độ.